# Etan Thomas
Dedreck Etan Thomas (Harlem, New York, 1 de abril de 1978) es un exjugador de baloncesto estadounidense que disputó nueve temporadas en la NBA. Mide 2,08 y jugaba en la posición de pívot.

## Trayectoria deportiva

### Universidad
Jugó, entre 1996 y 2000 en la Universidad de Syracuse. Consiguió el récord histórico del equipo en número de tapones (383), además de diferentes galardones, como los premios al mejor defensor y al jugador más mejorado de la Big East Conference.

### Profesional
Fue elegido en la primera ronda del Draft de la NBA de 2000, en el puesto 12 por los Dallas Mavericks, que lo traspasó directamente a Washington Wizards. Durante toda su trayectoria como profesional ha promediado 6,1 puntos y 5,8 rebotes por partido.
El 23 de junio de 2009, Thomas fue traspasado a Minnesota Timberwolves junto con Oleksiy Pecherov, Darius Songaila y una primera ronda de draft a cambio de Randy Foye y Mike Miller.
El 3 de septiembre de 2009, Atlanta Hawks ficha a Thomas.

## Estadísticas de su carrera en la NBA

### Temporada regular
| Año     | Equipo        | PJ  | PT | MPP  | %TC  | %3P  | %TL  | RPP | APP | ROB | TPP | PPP |
| ------- | ------------- | --- | -- | ---- | ---- | ---- | ---- | --- | --- | --- | --- | --- |
| 2001–02 | Washington    | 47  | 0  | 13.1 | .536 | .000 | .554 | 3.9 | .1  | .4  | .7  | 4.3 |
| 2002–03 | Washington    | 38  | 0  | 13.5 | .492 | .000 | .638 | 4.3 | .1  | .2  | .6  | 4.8 |
| 2003–04 | Washington    | 79  | 15 | 24.1 | .489 | .000 | .647 | 6.7 | .9  | .5  | 1.6 | 8.9 |
| 2004–05 | Washington    | 47  | 10 | 20.8 | .502 | .000 | .528 | 5.2 | .4  | .4  | 1.1 | 7.1 |
| 2005–06 | Washington    | 71  | 9  | 15.8 | .533 | .000 | .600 | 3.9 | .2  | .3  | 1.0 | 4.7 |
| 2006–07 | Washington    | 65  | 32 | 19.2 | .574 | .000 | .558 | 5.8 | .4  | .3  | 1.4 | 6.1 |
| 2008–09 | Washington    | 26  | 7  | 11.8 | .485 | .000 | .696 | 2.5 | .2  | .1  | .7  | 3.1 |
| 2009–10 | Oklahoma City | 23  | 1  | 14.0 | .456 | .000 | .591 | 2.8 | .0  | .2  | .7  | 3.3 |
| 2010–11 | Atlanta       | 13  | 0  | 6.3  | .476 | .000 | .800 | 1.8 | .2  | .1  | .3  | 2.5 |
| Total   | Total         | 409 | 74 | 17.3 | .513 | .000 | .603 | 4.8 | .4  | .3  | 1.0 | 5.7 |

### Playoffs
| Año   | Equipo        | PJ | PT | MPP  | %TC  | %3P  | %TL   | RPP | APP | ROB | TPP | PPP |
| ----- | ------------- | -- | -- | ---- | ---- | ---- | ----- | --- | --- | --- | --- | --- |
| 2005  | Washington    | 8  | 0  | 15.8 | .655 | .000 | .455  | 4.5 | .3  | .0  | .9  | 6.0 |
| 2006  | Washington    | 3  | 0  | 6.0  | .400 | .000 | .500  | 2.0 | .0  | .7  | .7  | 2.0 |
| 2007  | Washington    | 4  | 4  | 21.0 | .412 | .000 | .667  | 5.5 | .3  | .5  | .8  | 5.0 |
| 2010  | Oklahoma City | 2  | 0  | 8.5  | .833 | .000 | 1.000 | 2.0 | .0  | .0  | .0  | 6.0 |
| 2011  | Atlanta       | 1  | 0  | 7.0  | .000 | .000 | .000  | 1.0 | .0  | .0  | .0  | .0  |
| Total | Total         | 18 | 4  | 14.0 | .559 | .000 | .541  | 3.8 | .2  | .2  | .7  | 4.8 |

## Vida personal
El es bautista, miembro de la Primera Iglesia Bautista de Glenarden y participa en la facilitación de foros de jóvenes.